# دوگای
دوگای (به لاتین: Daugai) شهری کوچک در جنوبلیتوانی با جمعیت ۱٬۴۵۳ نفر است که در شهرستان آلیتوس واقع شده‌است.این شهر در منطقهٔ قوم‌نگاری دزوکیا و در ساحل دریاچهٔ دیدژیولیس (Didžiulis) واقع شده است و حدود ۲۰ کیلومتر با شهر آلیتوس فاصله دارد.

## تاریخچه
دوگای یکی از قدیمی‌ترین سکونتگاه‌های لیتوانی است که نخستین بار در سال ۱۳۸۴ در اسناد شوالیه‌های تتونیک ذکر شده است. در قرون ۱۴ و ۱۵، این منطقه محل شکار دوک‌های بزرگ لیتوانی بود و در آن زمان قلعه‌ای سلطنتی و شکارگاه سلطنتی در این مکان وجود داشت. در سال ۱۵۰۳، دوگای به‌عنوان شهر شناخته شد و در سال ۱۷۹۲ حقوق شهرنشینی ماگدبورگ را دریافت کرد.

## جمعیت
بر اساس سرشماری سال ۲۰۲۰، جمعیت دوگای ۹۲۸ نفر بوده است.

## جغرافیا و طبیعت
دوگای در منطقه‌ای سرسبز و در کنار دریاچهٔ دیدژیولیس واقع شده است. این دریاچه یکی از بزرگ‌ترین دریاچه‌های منطقهٔ دزوکیا است و به‌خاطر مناظر طبیعی زیبا و امکانات تفریحی، مقصدی محبوب برای گردشگران و ماهی‌گیران به‌شمار می‌رود.

## معماری و دیدنی‌ها
- کلیسای مشیت الهی (Dievo apvaizdos bažnyčia): کلیسایی سنگی با سه ناو و بدون برج، با ویژگی‌های سبک‌های گوتیک، کلاسیک و باروک که بین سال‌های ۱۸۵۸ تا ۱۸۶۲ ساخته شده است.[۲]
- تپهٔ شونتاپتریس (Šventapetris): تپه‌ای پوشیده از درختان در بخش قدیمی شهر که به‌عنوان تپه‌ای مقدس شناخته می‌شود و احتمالاً نخستین کلیسای دوگای در آن ساخته شده است.
- تپهٔ سالا (Sala): تپه‌ای با شیب‌های تند که به‌عنوان استحکامات دفاعی در آغاز هزارهٔ دوم میلادی ساخته شده است. بر اساس افسانه‌ها، این تپه توسط یک پری ساخته شده است.
- تپهٔ آوکا‌کالنیس (Aukakalnis): تپه‌ای با شکل هرمی مسطح که از سه طرف توسط دریاچهٔ دوگای احاطه شده است. در دوران پیشا‌مسیحی، قربانی‌هایی در این مکان انجام می‌شده است و بقایای یک سکونتگاه باستانی از هزارهٔ اول میلادی در این مکان کشف شده است.[۲]

## جامعهٔ یهودی
جامعهٔ یهودی دوگای در اواخر قرن ۱۸ میلادی شکل گرفت. در سال ۱۹۴۱، حدود ۹۰ خانوادهٔ یهودی (حدود ۵۰۰ نفر) در این شهر زندگی می‌کردند. بیشتر یهودیان به تجارت، صنایع دستی و ماهی‌گیری مشغول بودند. در طول جنگ جهانی دوم، بسیاری از یهودیان دوگای توسط نیروهای آلمانی و همدستان محلی‌شان کشته شدند.

## آموزش و فرهنگ
دوگای دارای مدارس مختلفی از جمله دبیرستان ولاداس میروناس، مدرسهٔ هنر، مدرسهٔ کشاورزی، مهدکودک بانگله، مرکز فرهنگی، کتابخانه و بیمارستان است.